# Köpmannagatan, Kalix
Köpmannagatan är en cirka 600 meter lång gata i centrala Kalix, Norrbottens län. Här finns flera affärer, företag, bostäder och kontor. Gatan är av gammalt datum och börjar vid Kalix kyrka och sträcker sig idag fram till Kalix Folkets hus. Den tillhörde tidigare vägsträckningen E4 innan den nya sträckningen genomfördes på 1960-talet. Den nya sträckningen av E4 blev i utkanten av centrum nedanför Strandgatan och vidare nedanför Kärleksstigen mot Näsbyn istället för rakt igenom centrala Kalix. Den dåvarande E4-sträckningen sträckte sig genom nuvarande Köpmannagatan, Mellanparksgatan och Centrumvägen.
I Kalix kommuns fördjupning av översiktsplan över centrala Kalix från år 2012 kan man läsa att Kalix viktigaste affärsgata under en lång tid var Köpmannagatan, men efter att gallerian på Strandgatan uppfördes på 2000-talet har Köpmannagatan förlorat sin roll som huvudgata i centrum, då mycket handel har flyttat till Strandgatan och en del lokaler på Köpmannagatan står idag tomma. Det har även skett många generationsskiften i verksamheter som funnits längs gatan i många år, till exempel silversmidesbutiken och en frisör, vilket gjort att det blivit fler tomma lokaler. Många handlar idag i större städer eller via internet.

## Byggnader och platser längs med Köpmannagatan
Ordningen följer husbyggnadernas nummerordning: 
| Bild | Namn                                           | Köpmannagatan nr | Verksamhet (ursprunglig användning) | Beskrivning |
| ---- | ---------------------------------------------- | ---------------- | ----------------------------------- | --- |
|      | Kalix tingshus & Kalix polisstation            | 1                | Telegrafstation                     | År 1900 öppnades Kalix telegrafstation här, som senare på 1920-talet flyttade till byggnaden som kallas för Gamla Telegrafen vid Lejonsgatan/Köpmannagatan. Nederkalix sparbank fanns också här en viss tid. Tingsförhandlingar hålls i denna byggnad än idag, men Kalix domsaga övergick till Haparanda domkrets 1971. Det nuvarande polishuset inrymde tidigare kronofogdemyndigheten. |
|      | Parkeringplats (f.d Lindvalls begravningsbyrå) | 2                | Bostadshus/Affär                    | En parkering färdigställdes 2018 på platsen efter att kommunen köpte fastigheten och försökte sälja den byggnad/timring som stod där för avflyttning.Byggnaden uppfördes troligen kring 1860-talet. Den ägdes senare av Johan Jonssons som drev diversehandel där 1889~1940. Huset stod först på andra sidan vägen, men när Kalix kommunalkontor skulle byggas 1933 flyttades huset över gatan. Släkten Öhman har också ägt huset och drivit skrädderi och begravningsbyrå. Släkten Lindvall startade sin verksamhet där på 1940-talet. |
|      | Restaurang                                     | 3                | Bostadshus                          | Här har många verksamheter funnits, bl.a Stenudds bageri, färgaffär, klädaffär med mera. Det har även funnits nattklubb. Huset uppfördes troligen av Carl-Zacharias Stenudd från Haparanda. 2021 öppnades restaurangen Bistro Lappland som hösten 2022 flyttade till Köpmannagatan 9. Sensommaren 2023 öppnades den asiatiska restaurnagne Wok of Flames här. |
|      | Hotell Gamla Staden (f.d Grand Hotell)         | 4                | Hotell                              | Hotellet uppfördes på 1930-talet. I samband med renoveringar år 2018 bytte hotellet namn till Gamla Staden, efter kvartersnamnet. Hotellet driver även en restaurang. |
|      | Intersport                                     | 5                | Affärslokal                         | Ursprungligen var det Åke Larson som hade sin järnaffär här, kallad Åke-Larsons järnhandel. Den ursprungliga byggnaden brann ner 1933, men byggdes sedan upp igen. Idag huserar Intersport här, och Åke Larsons gamla magasinsbyggnad finns kvar. |
|      | Café Myggan (Jonssonshuset)                    | 6                | Apotek                              | Ursprungligen låg Kalix apotek här, öppnat 1883, och 1941 flyttade CW Jonssons manufaktur in, och fanns kvar här till år 2007. Sedan dess är det ett café. |
|      | Butik                                          | 7                | Kafé                                | På mitten av 1910-talet hade Lotta Norrbin ett kafé här samt rum för resande. Senare fanns centralaffären här, och senast har det varit en videouthyrningsbutik där, LH:s Video och efter det en inredningsbutik. Inredningsbutiken Handplockat finns här år 2020, och hade då funnits 7 år i Kalix. Verksamheten flyttar ut år 2025. |
|      | Svanbergshuset                                 | 8                | Affärslokal                         | 1853 startade O. Y. Svanbergs, Krut & Diversehandel, som senare blev Svanbergs glas.Verksamheten fanns ändå fram till år 2008. Det har senare varit klädbutik här och på 2020-talet var det en körskola där. 2025 öppnade en kläd- och inredningsbutik. |
|      | Häggströmshuset                                | 9                | Hyreshus                            | 1940 uppförde Axel Häggström ett hyreshus här. Många verksamheter har även funnits i detta hus, bland annat apotek. En bensinmack kallad Bilbolaget har funnits här i hörnet, och sedan fanns restaurang Gästis här fram till 2010-talet. Under senare delen av 2021 byggdes Gästislokalen om till Bistro X, och 2022 flyttade restaurangen Bistro Lappland hit. Det finns även en frisör i huset. |
|      | Hyreshus                                       | 10               | Kontor                              | Ursprungligen fanns här ett kontor för aktiebolaget Bergman-Hummel. David Hummel var delägare i Karlsborgs såg, och kontoret var väldigt lik hans bostad som en gång fanns i kvarter Länsman ovanför den gamla parkvillan vid Grodparken. I kontorshuset fanns 1899-1923 Nederkalix postkontor. Huset inrymde även Svenska Handelsbanken, och sen även tandläkarpraktik, bibliotek och arbetsförmedling. Huset hade även en uthuslänga där Kalix Taxi fanns en period. Till höger om huset fanns "Nya matsalen". Sen byggdes ett hyreshus med affärslokaler på denna plats där det bland annat varit fiskaffär, Britts garn med flera. Idag (2020-talet) finns bland annat en frisör och ett solarium i huset. |
|      | Grodparken                                     | 11               | Park                                | Park anlagd på 1940-talet. Innan bärgades hö här och senare fanns det en kiosk, och senare en hamburgerrestaurang här. Ett hyreshus finns på platsen sedan år 2013. På 1930-talet fanns även Brynolf Johanssons bilverkstad här intill parken. |
|      | Tyréns, Kalix                                  | 12               | Affärslokal                         | Här stod tidigare ett hus där skräddaren C J Sundqvists lokal och Kalix juridiska byrå fanns, och en järnhandel. Gamla IC fanns också här. Dessa hus revs 1937 för att ge plats åt Konsums butik. Sedan fanns Tekniska huset här, och sedan 2016 huserar Tyréns i dessa lokaler. Bakom deras lokal finns även ett gult hyreshus med ett företag och bostäder. |
|      | Hyreshus med affärslokaler                     | 14               | Bostadshus                          | Hyreshus som är vägg i vägg med Köpmannagatan 18. Ägare: Hemåt Fastigheter AB |
|      | Hultins Fotoateljé (rivet)                     | 14               |                                     | Huset låg till vänster om den gamla Konsumbutiken. 1895 startade Erik Hultin (1868-1913) sin första fotoateljé som senare brann ned och samlingen gick förlorad. Senare byggdes ett nytt hus. 1909 öppnades en filial i Töre. När Erik dog tog hustrun Olga Westlund (1863-1947), från Örebro, över verksamheten. |
|      | Hasses pappershandel och tobaksaffär (rivet)   | 14               | Affärslokal                         | Huset hade varit en verkstadslokal för repslagaren Abraham Wallgren och blev senare Hasses pappershandel som drevs av Hans Wäänänen. |
|      | Blomsterbutik                                  | 15               | Bostadshus                          | Här fanns ett bostadshus som byggdes om till bensinstationen IC (Inköpscentralen). Posten flyttade senare hit till ett nytt hus på samma plats, och efter att Posten flyttade blev det en färgaffär. Idag finns KalixFLORA, tidigare Interflora i lokalen. |
|      | Nisse Nilssons hyreshus med affärslokaler      | 17               |                                     | Huset byggdes 1956. På 1970-talet fanns här Skandinaviska banken, Garnboden, Ljungs Ur med mera. I detta hus finns idag några kontor och en restaurang, bland annat restaurangen Pizzeria Trocadero. Ägare: Hemåt Fastigheter AB |
|      | Oscaria (rivet)                                | 18               |                                     | Huset byggt ca 1911 av Karl Emil Löfgren. Skoaffär startat 1937. Alvar Fredriksson hade även sin frisering här på den norra delen av huset. |
|      | Lidfelds herrekipering (rivet)                 | 18               |                                     | Firman J. & F Lidfeldts Herrekipering & Manufakturaffär fanns här, mer känd som Lidfelts herrekipering. Det var bröderna Jonas och Frans Lidfeldt som drev butiken. Sedan blev det ett hyreshus kallat Lidfelds fastighet som idag finns på Köpmannagatan nr 20. |
|      | Hyreshus med affärslokaler                     | 18A-C            | Hyreshus                            | Handelsbanken och Fredrikssons frisersalong fanns länge här. Synoptik fanns också där men flyttade till nytt hus i februari 2017. Företaget Hår & Naglar Spa fanns länge kvar där men flyttade under år 2020. Ägare: Hemåt Fastigheter AB |
|      | Café Lyktan                                    | 19               | Bostadshus                          | Ida Sofia Landström och Frans Landström har bott här. Sonen Sven Landström med hustru Elin har lämnat efter sig många foton till Kalix bildarkiv. Huset ägs av Pingstförsamlingen i Kalix. Kaféet öppnades i december 1982 och stängdes i augusti 2023. Dock öppnades kaféet på nytt igen sommaren 2024. |
|      | Hyreshus med affärslokaler                     | 20               | Hyreshus                            | En leksaksbutik har tidigare funnits här och Apoteket. Här finns idag frisör och andra butiker. Ägare: Hemåt Fastigheter AB |
|      | Affär & kontorslokaler                         | 21               | Affär & kontorslokaler              | Fastigheten tillkom 1982 och avstyckades från Köpmannagatan 23. Ägare blev S.A Englund. Ägare har bytts genom åren och ABF Kalix ägde den länge, från år 2000. Idag huserar bland annat Thaiköket i byggnaden. ABF flyttade senare till Odd-Fellow huset på Strandgatan. |
|      | Hyreshus med affärslokaler                     | 22               |                                     | Hyreshuset ägs av Stadskronan Fastigheter AB, och här finns idag(2020-talet) Öhmans begravningsbyrå samt Vevves café. |
|      | Mötesplats Kupan Röda Korset                   | 23               | Kyrka                               | Den 29 april 1909 köpte Nederkalix Lutherska Missionsförening (EFS) en del av fastigheten. År 1952 förvärvade de resten av fastigheten. Sedan uppfördes nuvarande byggnad 1969, ritad av arkitekt Erik Lindgren. Byggnaden var i EFS Missionsförsamlings ägo tills år 2000. Senare har Granåns Blommor, Kalix Blommor & Ting och café Myggan funnits där. Röda Korsets second hand-butik finns där idag. |
|      | Röda Kvarn Kalix                               | 24               | Affärslokal                         | På 1950-talet fanns här Helga Strömbäcks Damekipering och Barngarderoben. Idag huserar biografen Röda Kvarn här sedan cirka år 1990. |
|      | Kalix Folkets Hus                              | 25               | Folkets Hus                         | År 1992 invigdes Kalix Folkets Hus. För att ge plats åt Folkets hus revs många byggnader samt ett hyreshus. En byggnad flyttades och det var Kaskad, det gamla Folkets hus. Fiket Ce-Kå revs också. |
|      | Bostadshus                                     | 26               |                                     | Senast i huset fanns loppisaffären Blå huset till cirka 2019. Här har också affären Varucentrum legat. Under 2020 började huset byggas om till ett lägenhetshus och 2022 flyttade de första hyresgästerna in. |
|      | Kalix Elektriska Elon                          | 26B              |                                     | Kalix elektriska är en elektronikaffär som säljer vitvaror med mera och erbjuder elektrikertjänster. |
|      | Cityhuset                                      | 28               | Hyreshus med affärslokaler          | Innan Cityhuset byggdes fanns här minigolfbanor som ägdes av Börje Billgren. I fastigheten finns idag bland annat restaurangen Buffone och datorföretaget Dona Data. |

### Övriga byggnader längs Köpmannagatan

#### Gamla telegrafen
Byggnaden som idag kallas för Gamla telegrafen byggdes på 1920-talet av Postverket och ligger längs Köpmannagatan, men med adress Lejonsgatan 1 då den ligger i anslutning till den gatan. Den tidigare lokalen som låg där Kalix tingshus är blev till slut för omodern för Postverket, och denna lokal uppfördes. Assi Domäns skogsförvaltning huserade också här ett tag och en tandläkarklink. Huset har på senare tid renoverats för hyreslägenheter på övre våningen.

#### Palmers konditori
En annan byggnad som också fanns i korsningen Köpmannagatan/Lejonsgatan var Palmers konditori. Bageriet innehades från början av O.H Norrbin, och låg då i husets uthuslänga. Det var sedan när Ida Palmer öppnade år 1924 som konditoriet öppnades i huset. Mannen Albert handlade med skinnvaror. Palmers dotter övertog senare verksamheten. Huset flyttades senare till friluftsmuseet Hägnan i Gammelstad, Luleå och står kvar än idag och används som en lanthandel och har en del museiföremål.

## Bilder längs med gatan

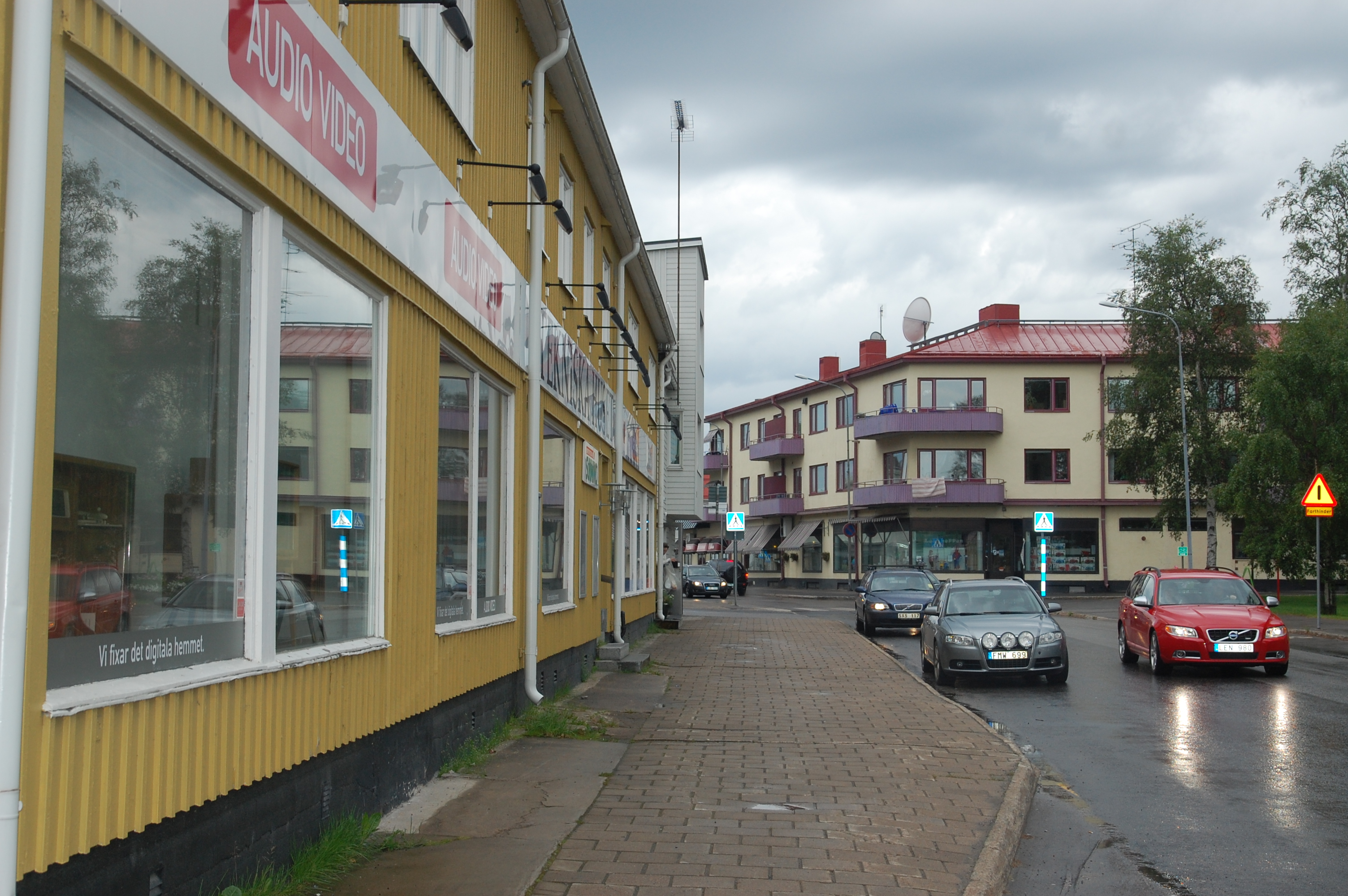
Köpmannagatan år 2012 vid dåvarande Tekniska huset. Idag (2020-talet) finns Tyréns i byggnaden.
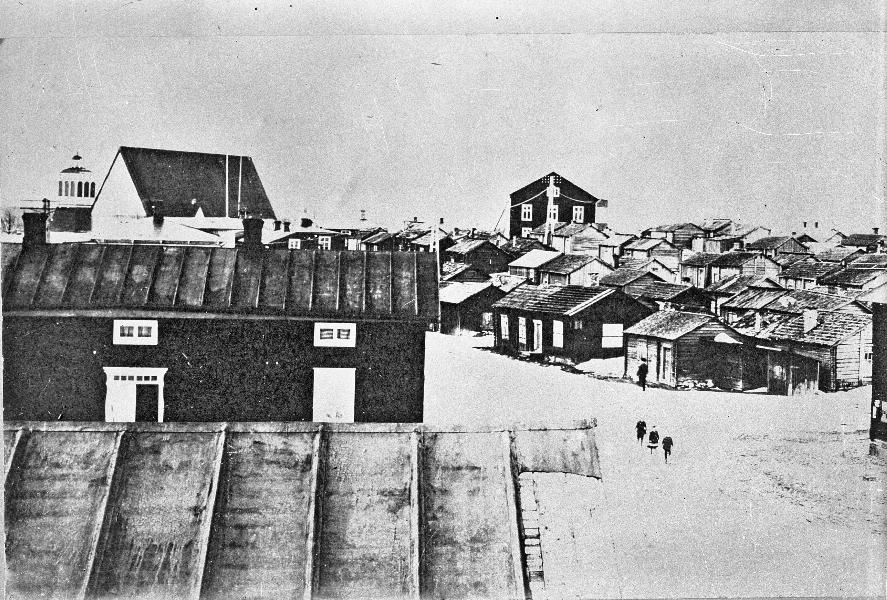
Köpmannagatan under 1900-talets början. Kalix tingshus är den stora byggnaden i mitten av bilden. Detta är lite längre fram på gatan än föregående bild.
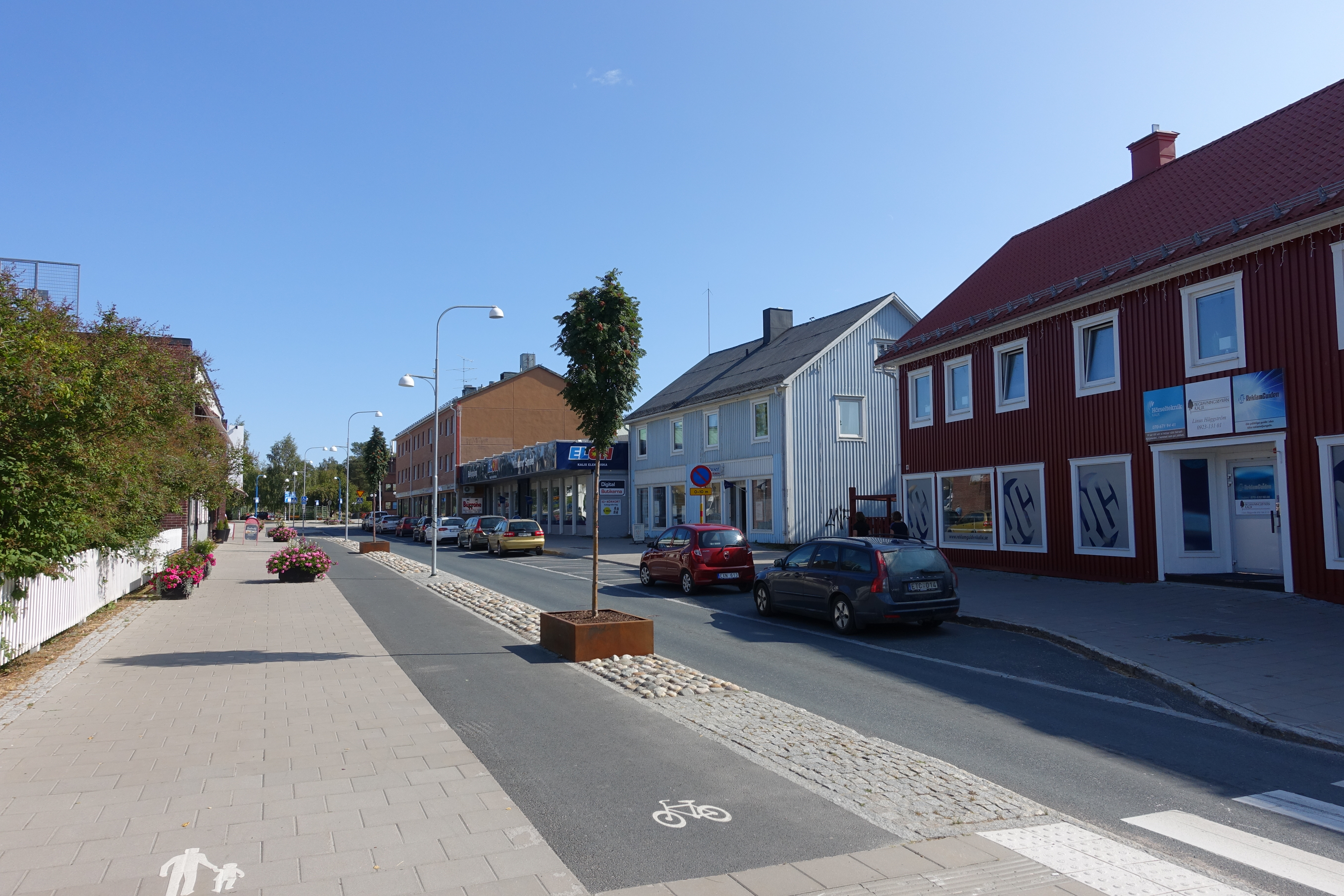
Köpmannagatan 2019. Under somrarna när det är Kalix Kulturnatta eller Kalixveckan brukar gatan vara fylld av besökare och aktiviteter.